# Charlatan (Film)
Charlatan (tschechisch Šarlatán) ist ein historisches Filmdrama von Agnieszka Holland, das im Februar 2020 im Rahmen der Filmfestspiele in Berlin seine Premiere feierte und am 20. Januar 2022 in die deutschen Kinos kam. Die Filmbiografie erzählt von dem tschechischen Heiler Jan Mikolášek, der von Ivan Trojan als Erwachsener und von dessen Sohn Josef als jüngere Version gespielt wird.

## Handlung
Der Heiler Jan Mikolášek lebt in den totalitären 1950er Jahren in der Tschechoslowakei. Er ist ein Mann mit außergewöhnlichen Fähigkeiten, weshalb sich täglich von seinem Haus, einer Villa in Jenštejn, lange Schlangen bilden. Die Menschen, die von ihm behandelt werden wollen, müssen eine klare Flasche mit ihrem Urin mitbringen. Diesen untersucht der Heiler mit Hilfe einer Lampe, diktiert seinem Assistenten František die Diagnosen und einen speziellen Behandlungsplan für jeden Patienten. Er kann aber nicht jedem helfen. Menschen, bei denen er Krebs diagnostiziert, schickt er zu einem Facharzt. Mikolášek hat ein Zertifikat als Experte für Heilpflanzen, er mag es aber nicht, wenn er als Doktor angesprochen wird. Ohne seiner Berufung nachgehen zu können, jeden Tag möglichst viele Patienten zu behandeln, wird er schnell gereizt.
Wunden werden bei ihm mit Kamilleumschlägen versorgt, er verordnet seinen Patienten eine seiner vier speziellen Kräutermischungen, manchmal auch einen Petersiliensud oder einfach Vitamine oder Sonnenlicht. Hin und wieder gibt er seinen Patienten Geld für einen Urlaub am Meer oder in den Bergen. Er ist überzeugt, der Glaube mache die Hälfte des Heilerfolges aus. Mikolášek ist sehr naturverbunden und auch gläubig. In seinem Garten hat er ein Kreuz errichten lassen, vor dem er jeden Tag, auf von ihm dort platzierten spitzen Steinen kniend, betet.
Seine Mitarbeiter fragen ihn, warum er sich nicht zur Ruhe setzt, jetzt wo im Land ein neuer politischer Wind wehe, doch er will nicht damit aufhören, sein Wissen und seine heilenden Hände zum Wohl der Patienten einzusetzen. Auch die Stadt hat schon Ideen, was mit seinem Haus geschehen könnte: Man würde dort gerne einen Kindergarten einrichten. Die der kommunistischen Zensur unterliegenden Zeitungen schreiben schlecht über ihn. Sie berichten über einen Scharlatan, der mit seiner Heilkunst reich geworden ist, und würden ihn am liebsten im Gefängnis sehen.
Eines Tages bekommt er Besuch von Mrázek, einem Mitarbeiter des Ministeriums, der sich bedankt, dass er einst sein Leben gerettet hat. Er warnt ihn, die Staatssicherheit ermittele gegen ihn, doch Mikolášek vertraut auf seine guten Beziehungen nach ganz oben, denn schließlich gehörte auch der erst kürzlich verstorbene Präsident Antonín Zápotocký zu seinen Patienten.
Immer wieder erzählt Mikolášek seinem Assistenten von früher, als er als Soldat diente und versuchte, sich selbst das Leben zu nehmen. Nach dem Krieg hatte er wieder in der Gärtnerei seines Vaters gearbeitet, und kräuterkundig wie er war, konnte er seine Schwester Johanka vor der Amputation eines Beines retten. Frau Mühlbacherová, eine Heilerin aus seinem Dorf, hatte ihn gelehrt, wie man Urin aufgrund dessen Färbung und Trübung, der darin befindlichen Fremdkörper/Partikel und des Bodensatzes beurteilt und welche Kräuterbehandlung man daraus ableiten kann. Dies hatte die Mühlbacherová von ihrem Mann gelernt. Sie war es auch, die den jungen Jan das Beten lehrte, und bei ihr konnte er auch unterkommen, als er seine Familie verließ, um seiner Berufung zu folgen. Eineinhalb Jahre war er bis zu ihrem Tod bei ihr geblieben.
Als eines Nachts die Staatssicherheit in seine Villa eindringt, werden Mikolášek und sein Assistent verhaftet. Man geht dabei äußerst brutal mit ihm um und beschlagnahmt auch die Unterlagen. In Untersuchungshaft erklärt man Mikolášek, er habe keine Rechte, und ruft nicht seinen Anwalt Finsch zu ihm, den er seit vielen Jahren kennt, sondern stellt ihm den Strafverteidiger Jan Zlatohlávek zur Seite. Diesen lehnt er ab, bis er ihm erzählt, der Staatsanwalt würde die Todesstrafe fordern. Er habe den Genossen Strohal, ein altgedientes Mitglied der Kommunistischen Partei, der ihn als Patient besuchte, mit seinen Kräutern vergiftet. In diesen habe man Strychnin gefunden, genauso wie in seinem Haus. Man will ihn daher wegen Mordes anklagen. Man untersucht auch Mikolášeks Beziehung zu seinen früheren Patienten, unter denen sich auch Nazigrößen wie Bormann befanden.
Als sein Anwalt ihn zu den Gerüchten um seine Homosexualität und seiner Beziehung zu František befragt, verneint er dies. František wurde Mikolášeks rechte Hand, nachdem er auf der Suche nach einem Assistenten war und dieser ihm seine Loyalität versprach. Fortan teilten sie auch das Bett. Er lernte auch dessen Mutter und seine Frau kennen. Mikolášek selbst war auch mit einer Frau verheiratet, doch die Ehe war nicht glücklich. Er bezahlte František den Führerschein und kaufte ihnen ein Auto, damit sie auch die Patienten zu Hause besuchen können. Gemeinsam haben sie nicht nur die Besetzung ihres Landes überlebt, sondern auch das Drangsal der Gestapo. Einmal musste Mikolášek vor einem Komitee der Nazis seine Fähigkeiten bei der Urinbeurteilung unter Beweis stellen, und meisterte diese Aufgabe mit Bravour.
Als Zlatohlávek herausfindet, dass es nie einen Patienten namens Strohal gegeben hatte, den Mikolášek behandeln oder gar vergiften hätte können, und ihn darüber informiert, schöpft sein Klient Hoffnung. Der Anwalt muss ihn enttäuschen, denn er glaubt, das Urteil über sie sei bereits gefällt. Am Tag der Gerichtsverhandlung will František sich selbst verteidigen, sagt aber erstmal kein Wort. Nachdem der befragte Mikolášek die Schuld auf seinen Assistenten schiebt, dieser sei für die Kräutermischungen verantwortlich gewesen, leugnet der nicht und gesteht die Tat wider besseres Wissen. Als Františeks Mutter im Gerichtssaal völlig aus der Fassung gerät, wird die Verhandlung unterbrochen.

## Biografisches
„Es gibt nur noch sehr wenige Menschen, die sich an ihn erinnern, aber für Kenner der Naturheilkunde, insbesondere für Experten für Heilpflanzen in Tschechien und der Slowakei, ist er ein Held, eine echte Quelle traditionellen Wissens.“

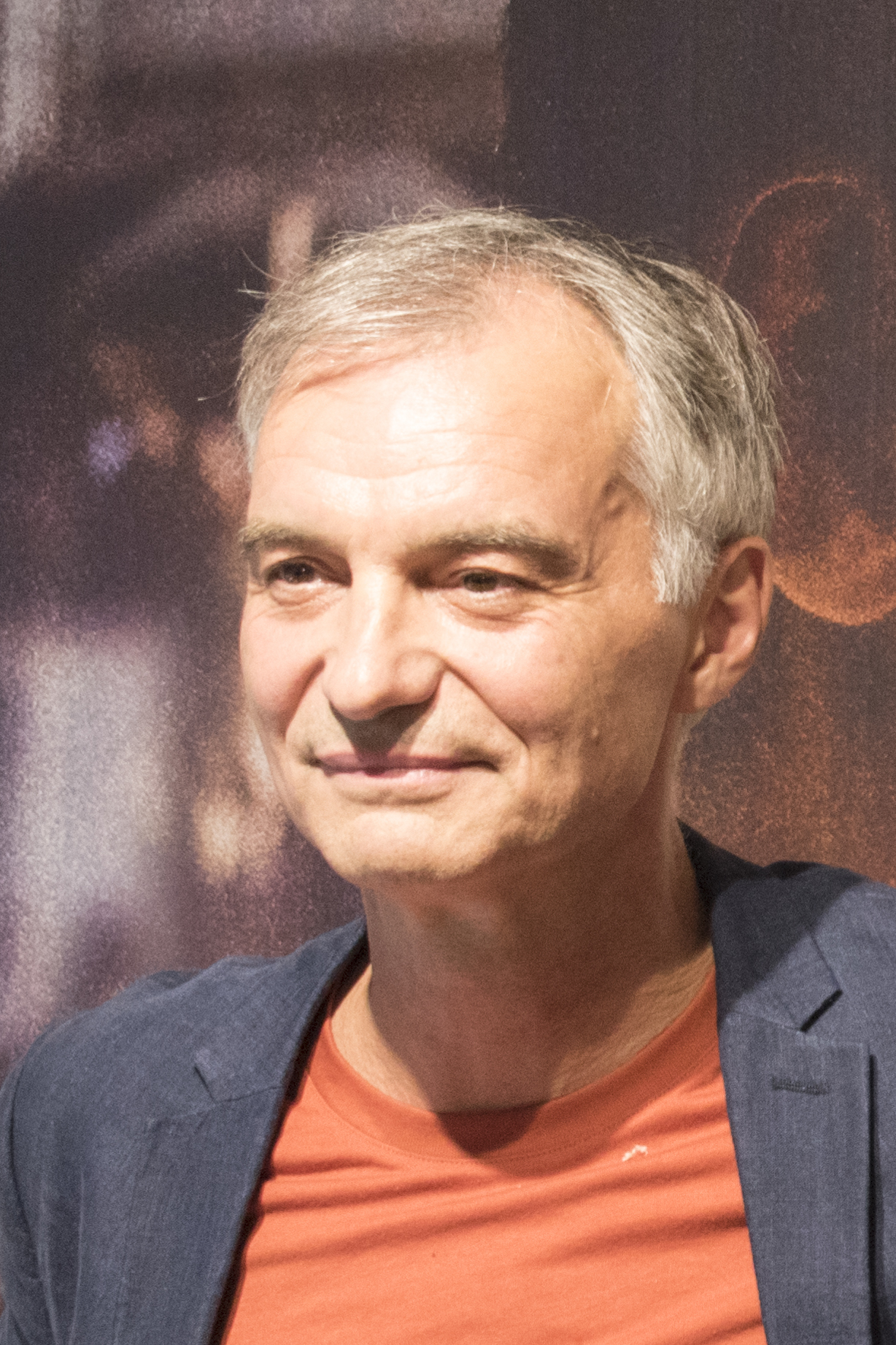
Ivan Trojan spielt im Film Jan Mikolášek

Der Film erzählt von dem tschechischen Heiler Jan Mikolášek, der Tausenden von Menschen aus allen Gesellschaftsschichten, einschließlich der wichtigsten Persönlichkeiten des politischen und kulturellen Lebens, geholfen haben soll.
Mikolášek stammte aus einer Gartenbaufamilie. Bei einem Aufenthalt in Österreich hatte ihm ein Zigeuner seine Eignung als Heiler prophezeit. Mikolášek sah seine Fähigkeit zu heilen als „Geschenk Gottes“ an. Sein Lebensmotto lautete: „Die Natur kann durch Heilkräuter Wunder wirken, aber das ist nur die halbe Heilung. Die andere Hälfte ist der Glaube an Heilung.“ Menschenmassen warteten geduldig auf eine Untersuchung vor seiner Praxis in Bědovice bei Třebechovice pod Orebem, später in Hradečno bei Kladno und seiner Villa in Jenštejn, wo eine vergoldete Statue der Heilerin Josefa Mühlbacherová die Ankömmlinge begrüßte.
Zu seinen Patienten zählten unter anderem die Fabrikantenfamilie Ringhoffer, der Maler Max Švabinský und der spätere Präsident Antonín Zápotocký, der nach seiner Inhaftierung in einem Konzentrationslager an Wundbrand seines Beines litt und den er vor einer Amputation retten konnte. Nach dem Tod des Präsidenten erfolgte ein Schauprozess gegen Mikolášek.  Er führte seine Arbeit als Heiler nach seiner Entlassung aus dem Gefängnis im Jahr 1963 nicht fort und lebte in Armut. Im Jahr 1973 starb Mikolášek und er wurde in einem Familiengrab auf dem Friedhof von Olšany beigesetzt.

## Produktion

### Regie und Drehbuch
Charlatan wurde von Marlene Film Production produziert. Regie führte Agnieszka Holland, das Drehbuch schrieb Marek Epstein. Der Film erzählt eine leicht fiktionalisierte Geschichte des Heilers.
Holland bemerkte, Mikolášek sei zu Lebzeiten, von den 1920er bis in die 1950er Jahre, äußerst beliebt gewesen, doch nachdem er ins Gefängnis kam, sei er vergessen worden: „Es gibt nur noch sehr wenige Menschen, die sich an ihn erinnern, aber für die Kenner der Naturheilkunde, insbesondere für die Experten für Heilpflanzen in der Tschechischen Republik und in der Slowakei, ist er ein Held, eine echte Quelle traditionellen Wissens.“ Sie alle seien seine Erben, daher bestehe sein Vermächtnis fort, auch wenn sein Name nicht allgemein bekannt ist, so Holland.
Dass Mikolášek eine Beziehung mit seinem Assistenten gehabt habe, sei bis heute ein Gerücht geblieben. In der Autobiografie, die der Heiler kurz vor seinem Tod veröffentlichte, habe er sich ziemlich eindimensional als freundlichen und großzügigen Zeitgenossen präsentiert. Die Szene vor Gericht, in der er sich gegen den Vorwurf verteidigt, Patienten vergiftet zu haben, sei seiner Autobiografie entnommen, so Holland. Auf die Frage, ob sie glaube, dass ein Film, der auch Homosexualität thematisiert, in ihrer Heimat Polen akzeptiert werde, sagte die Regisseurin: „Es gibt erschreckende Statements von Seiten einiger Politiker und Repräsentanten der Kirche, es gibt ländliche Regionen, in denen der Diskurs in eine fanatische Anti-LGBT-Haltung zurückgedreht wird. Die herrschende PiS-Partei schafft Feindbilder. Ich sehe da Parallelen zum polnischen Antisemitismus vor dem Zweiten Weltkrieg.“

### Besetzung, Synchronisation und Dreharbeiten

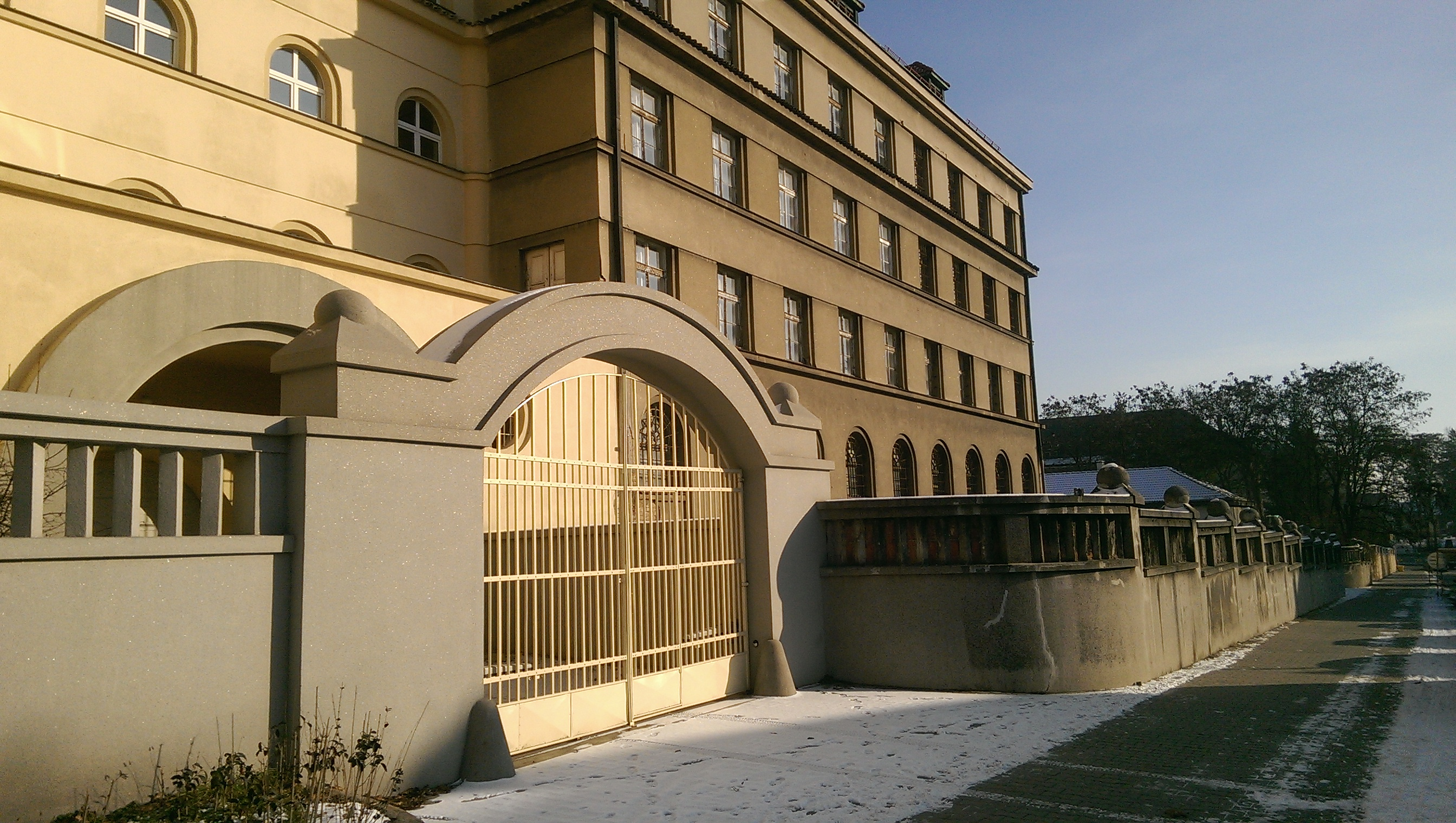
Die Dreharbeiten wurden im April 2019 im ehemaligen Gefängnis von Mladá Boleslav begonnen

Die Rolle von Jan Mikolášek wurde mit Ivan Trojan besetzt, während dessen Sohn Josef diesen in seiner jüngeren Version spielt. Joachim Paul Assböck spielt den Gestapo-Mann Fritz Kiesewetter, Jaroslava Pokorná übernahm die Rolle von Frau Mühlbacherová. In weiteren Rollen sind Václav Kopta, Jan Budař, Jan Vlasák, Pavlína Štorková und Miroslav Hanuš zu sehen.
Die deutsche Synchronisation entstand nach einem Dialogbuch und der Dialogregie von Martin Brücker im Auftrag der DMT Digital Media Technologie GmbH, Hamburg. Achim Buch leiht in der deutschen Fassung Mikolásek seine Stimme, Jesse Grimm seinem jüngeren Ich. Till Endemann spricht Frantisek Palko und Angela Stresemann Frau Mühlbacherová.
Die Dreharbeiten wurden Anfang April 2019 im ehemaligen Gefängnis von Mladá Boleslav in Mittelböhmen begonnen, das mit dem Gebäude des Bezirksgerichts verbunden ist und nach 36 Drehtagen Anfang Juli 2019 beendet.

### Filmmusik und Veröffentlichung
Die Filmmusik komponierte Antoni Łazarkiewicz mit der Beteiligung von Mary Komasa. Das Soundtrack-Album mit insgesamt 12 Musikstücken wurde am 23. April 2021 von MovieScore Media als Download veröffentlicht.
Eine erste Vorstellung des Films erfolgte am 27. Februar 2020 im Rahmen der Filmfestspiele in Berlin im Berlinale Special. Zudem wurde er im Rahmen des Teddy Awards, einem eigenen Wettbewerb, gezeigt. Am 26. März 2020 sollte der Film im Verleih von CinemArt in die tschechischen Kinos gebracht werden, wegen der Coronavirus-Pandemie wurde der Start jedoch abgesagt und auf 20. August 2020 verschoben. Charlatan befand sich auch in einer Auswahl von Filmen, die beim Telluride Film Festival gezeigt werden sollten. Im September 2020 wurde er beim International Film Festival Piešťany gezeigt, Mitte Oktober 2020 beim Chicago International Film Festival und beim Mill Valley Film Festival. Im Dezember 2020 wurde er beim Les Arcs Film Festival in der Sektion Playtime vorgestellt. Films Boutique ist für den weltweiten Vertrieb verantwortlich. Der Kinostart in Deutschland war am 22. April 2021 geplant, bevor dieser aufgrund des anhaltenden Lockdowns im Zuge der Corona-Pandemie auf den 20. Januar 2022 verschoben wurde.

## Rezeption

### Kritiken

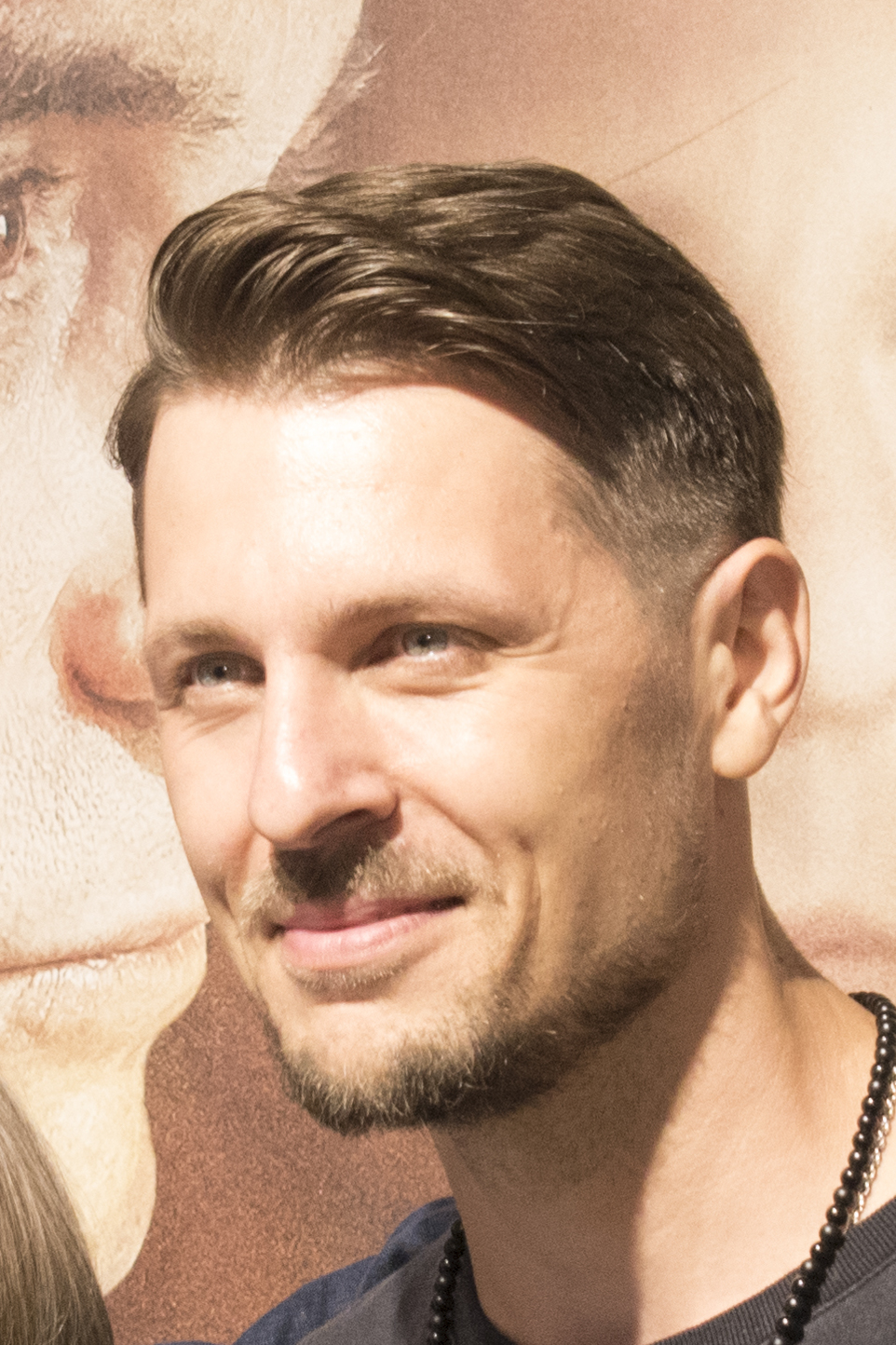
Juraj Loj spielt Mikolášeks Assistenten František Palko

Der Film wurde von 89 Prozent aller bei Rotten Tomatoes erfassten Kritiker positiv bewertet.
Marta Bałaga schreibt im Online-Kinomagazin Cineuropa, auch wenn Charlatan zurückhaltender sei, als Agnieszka Hollands vorheriger Film Red Secrets – Im Fadenkreuz Stalins, beweise sie dennoch, dass sie über mehr Filmwissen in ihrem kleinen Finger verfügt, als andere im ganzen Körper. Sie liefere eine packende Erzählung, in der die bemerkenswerte Chemie zwischen Ivan Trojan und Juraj Loj in den Rollen von Jan Mikolášek und seines Assistenten und Liebhabers František hervorsteche. Diese Chemie erweise sich letztendlich als entscheidend, da sich der Film nur gemächlich in eine richtige Liebesgeschichte verwandelt.
Deborah Young von The Hollywood Reporter bemerkt, Holland finde einen neuen Ansatz, um die Jahre während des Kalten Krieges in Osteuropa zu erzählen. Ihr Kameramann Martin Štrba dosiere die Farbe im Film kunstvoll, wenn er von den stark entsättigten Szenen der bürgerlichen Umgebung des Heilers und den Schwarz-Weiß-Wochenschauen der stalinistischen Ära, zu unpolitischen, mit Farbtupfern versehenen Szenen zurückkehre. Auch die Verwendung von historischen Aufnahmen von Antonín Dvořák und anderen tschechischen Komponisten sei im Film genau richtig erfolgt, so Young.

### Auszeichnungen
Charlatan wurde von Tschechien als Beitrag für die Oscarverleihung 2021 in der Kategorie Bester Internationaler Film eingereicht und wurde im Februar 2021 als einer von 15 Filmen in eine Vorauswahl der Academy of Motion Picture Arts and Sciences aufgenommen. Darüber hinaus gelangte Hollands Film auch als Bester fremdsprachiger Film in die Vorauswahl für die Golden Globe Awards 2021.
Camerimage 2020
- Nominierung im Hauptwettbewerb[27]

Český lev 2021

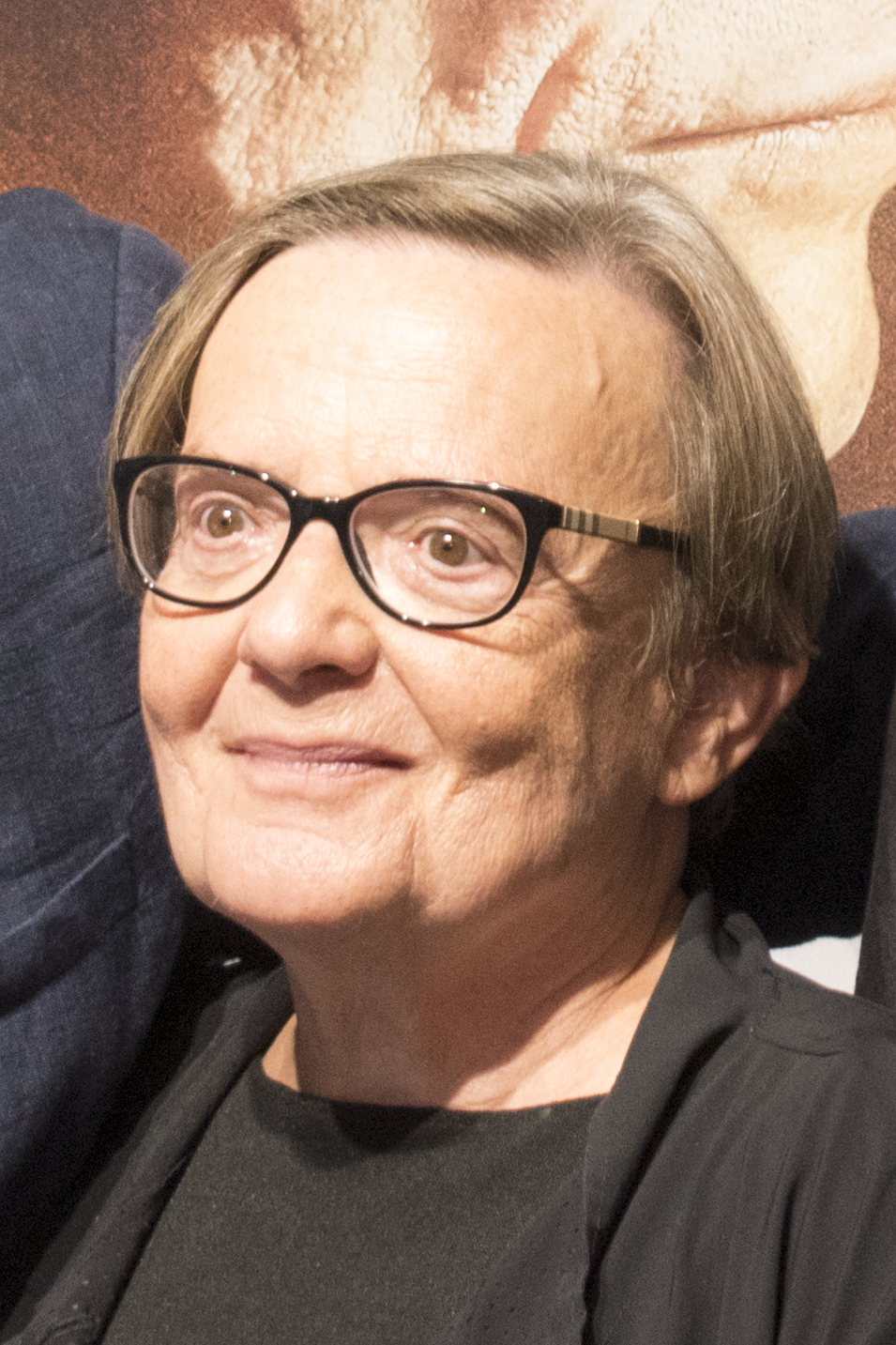
Regisseurin Agnieszka Holland

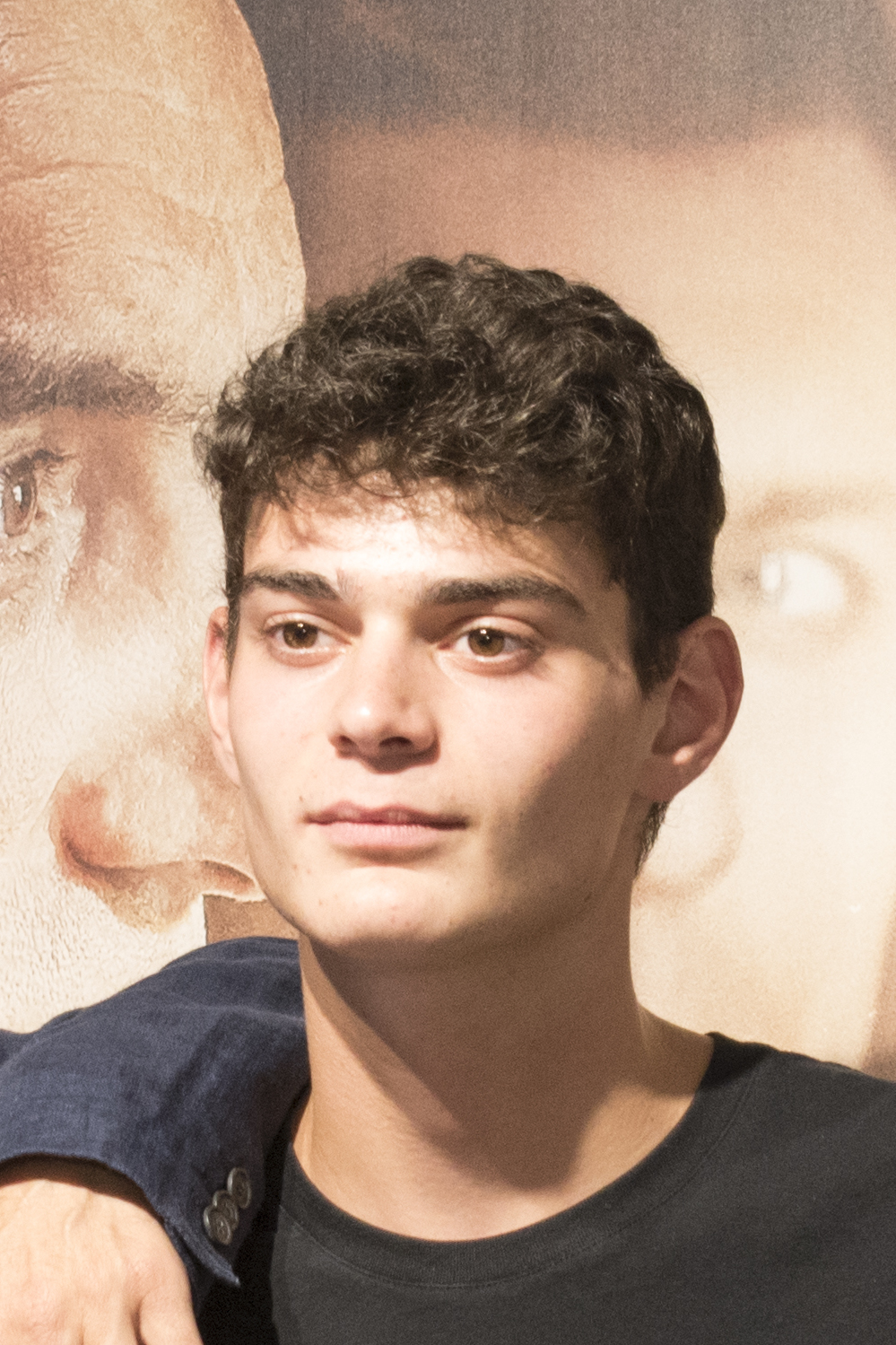
Josef Trojan

- Auszeichnung als Bester Film (Šárka Cimbalová und Kevan Van Thompson)
- Auszeichnung für die Beste Regie (Agnieszka Holland)
- Nominierung für den Besten Schnitt (Pavel Hrdlička)
- Nominierung für das Beste Bühnenbild (Milan Bycek)
- Nominierung für die Besten Kostüme (Katarina Strbova Bielikova)
- Nominierung für das Beste Make-up und Hairstyling (René Stejskal und Gabriela Poláková)
- Nominierung für das Beste Drehbuch (Marek Epstein)
- Auszeichnung für die Beste Kamera (Martin Štrba)
- Auszeichnung für den Besten Ton (Radim Hladík Jr)
- Nominierung für die Beste Musik (Antoni Komasa-Łazarkiewicz)
- Auszeichnung als Bester Hauptdarsteller (Ivan Trojan)
- Nominierung als Beste Nebendarstellerin (Jaroslava Pokorná)
- Nominierung als Bester Nebendarsteller (Juraj Loj)
- Nominierung als Bester Nebendarsteller (Josef Trojan)
- Nominierung für das Beste Filmplakat (Rudolf Havlík und Marcela Šedivá)[28][29]

Czech Film Critics’ Awards 2021
- Auszeichnung für die Beste Regie 2020 (Agnieszka Holland)
- Auszeichnung als Bester Schauspieler 2020 (Ivan Trojan)[30]

CinÉast – The Central and Eastern European Film Festival 2020
- Nominierung im Hauptwettbewerb[31]

Europäischer Filmpreis 2020
- Nominierung für die Beste Regie (Agnieszka Holland)[32]

Internationale Filmfestspiele Berlin 2020
- Nominierung für den Teddy Award

Les Arcs Film Festival 2020
- Nominierung in der Sektion Hors Piste Cinéma[33]